# The Fugitive
|  | For andre betydninger, se Flygtningen |
The Fugitive er en amerikansk stumfilm fra 1910 instrueret af D. W. Griffith.
Efter en træfning under den amerikanske borgerkrig kommer to soldater, en fra nordstaterne og en fra sydstaterne, væk fra hver deres gruppe. Nordstatssoldaten skyder sydstatssoldaten, men han må flygte og må skaffe ly i fjendens hus.

## Medvirkende
- Kate Bruce
- Edward Dillon som John
- Clara T. Bracy
- Edwin August
- Dorothy West